# Cakov
Cakov (bis 1927 slowakisch „Cakovo“; ungarisch Cakó – älter auch Czakó) ist eine kleine Gemeinde in der südlichen Mittelslowakei östlich von Rimavská Sobota nahe der Grenze zu Ungarn.
Sie liegt inmitten des Rimavaer Talkessels im Augebiet des Flusses Blh und wurde 1395 zum ersten Mal urkundlich als Chakofalua erwähnt. Der Ort entwickelte sich aber schon im 13. Jahrhundert und trug zwischen 1920 und 1927 den slowakischen Namen Cakovo.
Seit dem 14. Jahrhundert gehörte ein Großteil des Ortes dem Geschlecht der Széchys, sie hatten hier 16 Porta. Seit 1427 war er im Besitz der Herrschaft von Muráň. Während der türkischen Oberherrschaft verödete der Ort und erst im 18. Jahrhundert würde der Ort wiederbesiedelt. 1828 gab es 59 Häuser mit 494 Einwohnern, die in der Landwirtschaft tätig waren, im 19. Jahrhundert kam der Ort in den Besitz der Coburger.
Bis 1918 gehörte die Gemeinde im Komitat Gemer und Kleinhont zum Königreich Ungarn und kam dann zur neu entstandenen Tschechoslowakei. Durch den Ersten Wiener Schiedsspruch kam sie von 1938 bis 1945 kurzzeitig wieder zu Ungarn.
In der Gemeinde gibt es eine reformierte Kirche von 1835 sowie eine römisch-katholische Kirche von 1931.

## Bevölkerung
| Jahr:                | 1994. | 2004.    | 2014.    | 2024.    |
| -------------------- | ----- | -------- | -------- | -------- |
| Anzahl der Personen: | 217   | 278      | 313      | 363      |
| Unterschied:         |       | +28,11 % | +12,58 % | +15,97 % |

| Jahr:                | 2023. | 2024. |
| -------------------- | ----- | ----- |
| Anzahl der Personen: | 363   | 363   |
| Unterschied:         |       | +0 %  |